# A10 – new European architecture
A10 – new European Architecture ist eine internationale Architekturzeitschrift mit Sitz in Amsterdam. A10 erscheint sechsmal jährlich im A10 Media BV Verlag.
Das Konzept der Zeitschrift ist es, einen Überblick über Ereignisse und Tendenzen der europäischen Architekturszene zu geben. Der Schwerpunkt wird dabei nicht auf die großen Namen der Architektenszene gelegt, sondern auf eine Abbildung der Vielfältigkeit innerhalb des europäischen Architekturgeschehens. Dabei wird häufig aus Ländern Osteuropas berichtet. A10 gibt einmal pro Jahr ein Jahrbuch mit Projekten heraus. 
Chefredakteur und Herausgeber ist Hans Ibelings, Arjan Groot Mitherausgeber und für das Design verantwortlich.
A10 verfügt über ein Netzwerk von 70 Korrespondenten europaweit.

## Thematische Gliederung
- On the spot – News, events, book reviews, sightings
- Start – New designs, competition entries, ideas
- Interview – Conversations with leading European architects
- Ready – Factual information and sound criticism about recently completed buildings
- Section – Analysing specific aspects of contemporary architecture
- Eurovision – Essays focusing on European cities, countries or regions
- Out of obscurity – Buildings from the margins of modern history